# 王三元
王三元（？—？），中國清朝武官，陝西人。

## 生平
行伍出身，康熙三十九年（1700年）接替陳國任，於澎湖群島擔任澎湖水師協副將。